# 20693 Рамондіас
20693 Рамондіас (20693 Ramondiaz) — астероїд головного поясу, відкритий 5 листопада 1999 року.
Тіссеранів параметр щодо Юпітера — 3,205.